# FrauenOrte NRW
FrauenOrte NRW ist ein Projekt, welches vom FrauenRat NRW, einem Zusammenschluss aus rund 50 Frauenverbänden und -gruppen gemischter Verbände, getragen und durch das Ministerium für Kinder, Jugend, Familie, Gleichstellung, Flucht und Integration des Landes Nordrhein-Westfalen gefördert wird.
Wie auch in anderen nationalen Projekten der Frauenorte, werden Frauen in Deutschland und ihr Lebenswerk als historische Vorbilder geehrt. An den Stätten, an denen die Frauen aktiv waren, werden Informationstafeln angebracht. Sie informieren über das Wirken der jeweiligen Frauen. FrauenOrte „wollen an Vergessenes erinnern und auch zur kritischen Auseinandersetzung mit Klischees über Frauen- und Männerrollen, Weiblichkeit und Männlichkeit herausfordern,“ aber auch „Frauengeschichten und die Orte, an denen sie gewirkt haben, in ganz Nordrhein-Westfalen sichtbar machen,“ damit die Vielfalt an Lebensläufen Mädchen und jungen Frauen als Vorbild dient.
Ziel des Projektes FrauenOrte NRW war es, 50 Frauenorte in Nordrhein-Westfalen zu finden, um Frauen zu würdigen. Bis Ende 2025 sollen zunächst 52 FrauenOrte eingerichtet werden. An ihnen wird an Frauen erinnert, die in über 1000 Jahren die Geschicke des heutigen Bundeslandes Nordrhein-Westfalen als Pädagoginnen und Politikerinnen, Müllerinnen und Malerinnen, Widerstandskämpferinnen und Wissenschaftlerinnen, Kirchenfrauen und Kriegsreporterinnen mitgeprägt haben.
Infotafeln machen ihre Geschichte sichtbar und würdigen ihre Errungenschaften. FrauenOrte wurden in folgenden Städten eingerichtet:
|  | Name                                                    | Ort                 | Lebensdaten | Beschreibung                                                     | eröffnet                   |
|  | ------------------------------------------------------- | ------------------- | ----------- | ---------------------------------------------------------------- | -------------------------- |
|  | Herma Blum                                              | Ahlen               | 1911–2002   | Textilkünstlerin und Ausbilderin                                 | 13. Mai 2025               |
|  | Csilla Freifrau von Boeselager                          | Arnsberg            | 1941–1994   | Mitbegründerin des ungarischen Malteser-Caritas-Dienstes         | 10. November 2024          |
|  | Julie Zanders                                           | Bergisch Gladbach   | 1804–1869   | Unternehmerin in der Papierindustrie                             | geplant 12.09.2025         |
|  | Maria Zanders                                           | Bergisch Gladbach   | 1839–1904   | Unternehmerin in der Papierindustrie                             | geplant 12.09.2025         |
|  | Olga Zanders                                            | Bergisch Gladbach   | 1872–1946   | Unternehmerin in der Papierindustrie                             | geplant 12.09.2025         |
|  | Anne-Marie Morisse                                      | Bielefeld           | 1877–1942   | Pädagogin und Politikerin                                        | 12. Juni 2024              |
|  | Else Zimmermann                                         | Bielefeld           | 1907–1995   | Widerstandskämpferin                                             | 12. Juni 2024              |
|  | Ursula Schafmeister                                     | Bochum              | 1928–1996   | Pastorin                                                         | 15. März 2025              |
|  | Elisabeth Treskow                                       | Bochum              | 1898–1992   | Goldschmiedin und Kunstprofessorin                               | geplant 01.10.2025         |
|  | Elisabeth Selbert                                       | Bonn                | 1896–1986   | Mutter des Grundgesetzes                                         | 8. Mai 2024                |
|  | Johanna Elberskirchen                                   | Bonn                | 1898–1943   | Sexualreformerin                                                 | 8. Mai 2024                |
|  | Maria von Linden                                        | Bonn                | 1869–1936   | Zoologin                                                         | 8. Mai 2024                |
|  | Stille Heldinnen: Frieda Mager                          | Bonn                | 1912–1994   | Versteckte eine Jüdin und deren Mann; Gerechte unter den Völkern | 8. Mai 2024                |
|  | Stille Heldinnen: Sibylla Cronenberg                    | Bonn                | 1870–1951   | Versteckte eine jüdische Familie; Gerechte unter den Völkern     | 8. Mai 2024                |
|  | Stille Heldinnen: Katharina Bayerwaltes                 | Bonn                | 1914–2011   | Versteckte eine jüdische Familie; Gerechte unter den Völkern     | 8. Mai 2024                |
|  | Margarethe Stitz                                        | Bonn-Beuel          | 1865–1949   | „Mann“ im Karneval                                               | geplant 05.09.2025         |
|  | Marie Reinders                                          | Dortmund            | 1867–1911   | Pädagogin                                                        | 1. Oktober 2024            |
|  | Ilna Wunderwald                                         | Düsseldorf          | 1875–1957   | Künstlerin                                                       | 7. Mai 2025                |
|  | Else Gores                                              | Düsseldorf          | 1914–1945   | Widerstandskämpferin                                             | 12. April 2025             |
|  | Mathilde Äbtissin von Essen                             | Essen               | 949–1011    | Äbtissin des Stifts Essen                                        | 26. April 2024             |
|  | Dore Jacobs                                             | Essen               | 1894–1979   | Bewegungspädagogin                                               | geplant 19. Oktober 2025   |
|  | Nelli Neumann                                           | Essen               | 1886–1942   | Mathematikerin                                                   | geplant 25. September 2025 |
|  | Fürstäbtissin Maria Kunigunde von Sachsen               | Essen-Borbeck       | 1740–1826   | Fürstäbtissin der freiweltlichen Reichsstifte Essen und Thorn    | 8. April 2025              |
|  | Elisabeth Hennig                                        | Gelsenkirchen       | 1900–1958   | Lehrerin und politische Aktivistin                               | 8. März 2024               |
|  | Elisabeth Nettebeck                                     | Gelsenkirchen       | 1896–1969   | Politikerin und Landtagsabgeordnete                              | 8. März 2024               |
|  | Helene Badziong                                         | Gelsenkirchen       | 1917–1998   | Widerstandskämpferin                                             | 8. März 2024               |
|  | Sabine Gramlich                                         | Gütersloh           | 1913–2004   | Friedensaktivistin                                               | geplant 26. August 2025    |
|  | Frieda Nadig                                            | Herford             | 1897–1970   | Mutter des Grundgesetzes                                         | 22. Mai 2025               |
|  | Maria Anna Benedicta von Spiegel                        | Helmern             | 1874–1950   | Äbtissin der Benediktinerinnenabtei St. Walburg in Eichstätt     | 25. August 2024            |
|  | Dorothea Meier                                          | Hiddenhausen        | 1917–2014   | Politikerin                                                      | 14. November 2024          |
|  | Christel Schikowski                                     | Hiddenhausen        | 1917–1999   | Pädagogin                                                        | 14. November 2024          |
|  | Rosa Verlage                                            | Hörstel-Riesenbeck  |             | Heimatdichterin                                                  | geplant 29. August 2025    |
|  | Anja Niedringhaus                                       | Höxter              | 1965–2014   | Fotojournalistin                                                 | 12. Oktober 2024           |
|  | Freya von Moltke                                        | Köln                | 1911–2010   | Widerstandskämpferin                                             | 11. September 2024         |
|  | Fygen Lutzenkirchen                                     | Köln                | 1450–1515   | Seidenunternehmerin                                              | geplant 28. August 2025    |
|  | Anna Tervoort                                           | Krefeld             | 1909–2003   | Versteckte eine Jüdin; Gerechte unter den Völkern                | 27. September 2024         |
|  | Dora Hohlfeld                                           | Leopoldshöhe        | 1860–1931   | Schriftstellerin                                                 | geplant 27. Juni 2025      |
|  | Ilse Häfner-Mode                                        | Leopoldshöhe        | 1902–1973   | Malerin                                                          | geplant 27. Juni 2025      |
|  | Maria von Reuschenberg                                  | Mülheim an der Ruhr | 1902–1973   | Äbtissin                                                         | geplant 24. August 2025    |
|  | Catharina Margaretha Linck auch Anastasius Rosenstengel | Münster             | 1687–1721   | lebte als Mann                                                   | geplant 8. Juli 2025       |
|  | Fasia Jansen                                            | Oberhausen          | 1929–1997   | Liedermacherin und Friedensaktivistin                            | geplant 3. Juni 2025       |
|  | Hilde Bruch                                             | Ratingen            | 1904–1984   | Psychoanalytikerin                                               | geplant 04. September 2025 |
|  | Sophie Brügelmann                                       | Ratingen            | 1775–1851   | Unternehmerin                                                    | 10. Juli 2025              |
|  | Anneliese Schröder                                      | Recklinghausen      | 1924–2013   | Leiterin der Kunsthalle                                          | 17. Januar 2025            |
|  | Luise Elias                                             | Schwerte            | 1865–1923   | Schriftstellerin                                                 | 21. März 2024              |
|  | Sophie Ludwig                                           | Schwerte            | 1883–1941   | Pädagogin und Stadtverordnete                                    | 21. März 2024              |
|  | Bettina Heinen-Ayech                                    | Solingen            | 1937–2020   | Malerin                                                          | 7. Juni 2024               |
|  | Mevlüde Genç                                            | Solingen            | 1943–2022   | Friedensbotschafterin                                            | geplant 5. Juli 2025       |
|  | Christine Terfloth                                      | Telgte              | ~1769–1850  | Müllerin                                                         | 16. Mai 2025               |
|  | Angela Terfloth                                         | Telgte              | 1793–1883   | Müllerin                                                         | 16. Mai 2025               |
|  | Annemarie von Lengerke                                  | Vlotho              | 1915–2012   | Ehrenbürgerin von Vlotho                                         | 15. April 2025             |
|  | Hedwig Dransfeld                                        | Werl                | 1871–1925   | Frauenrechtlerin                                                 | 14. März 2025              |
|  | Maria Katharina Kasper                                  | Wesseling           | 1820–1898   | Heilige der katholischen Kirche                                  | geplant 24. September 2025 |
|  | Margarethe Müllemann                                    | Wülfrath            | 1603–1662   | Müllerin                                                         | 23. Oktober 2023           |
|  | Cläre Tisch                                             | Wuppertal           | 1907–1941   | Wirtschaftswissenschaftlerin und Opfer des Holocaust             | 9. Juni 2024               |
|  | Else Lasker-Schüler                                     | Wuppertal           | 1869–1945   | Dichterin und Zeichnerin                                         | 7. Oktober 2024            |
|  | Regina Bruce                                            | Wuppertal           | 1900–1991   | Pädagogin                                                        | 12. Dezember 2024          |